# Rozgart
Rozgart (deutsch Preußisch Rosengart) ist ein Dorf in der Landgemeinde Gronowo Elbląskie (Grunau) im Powiat Elbląski (Powiat Elbing) der Woiwodschaft Ermland-Masuren im Norden Polens. 

## Lage
Rozgart liegt etwa fünf Kilometer südlich von Gronowo Elbląskie (Grunau) und etwa neun Kilometer südwestlich von Elbląg (Elbing).

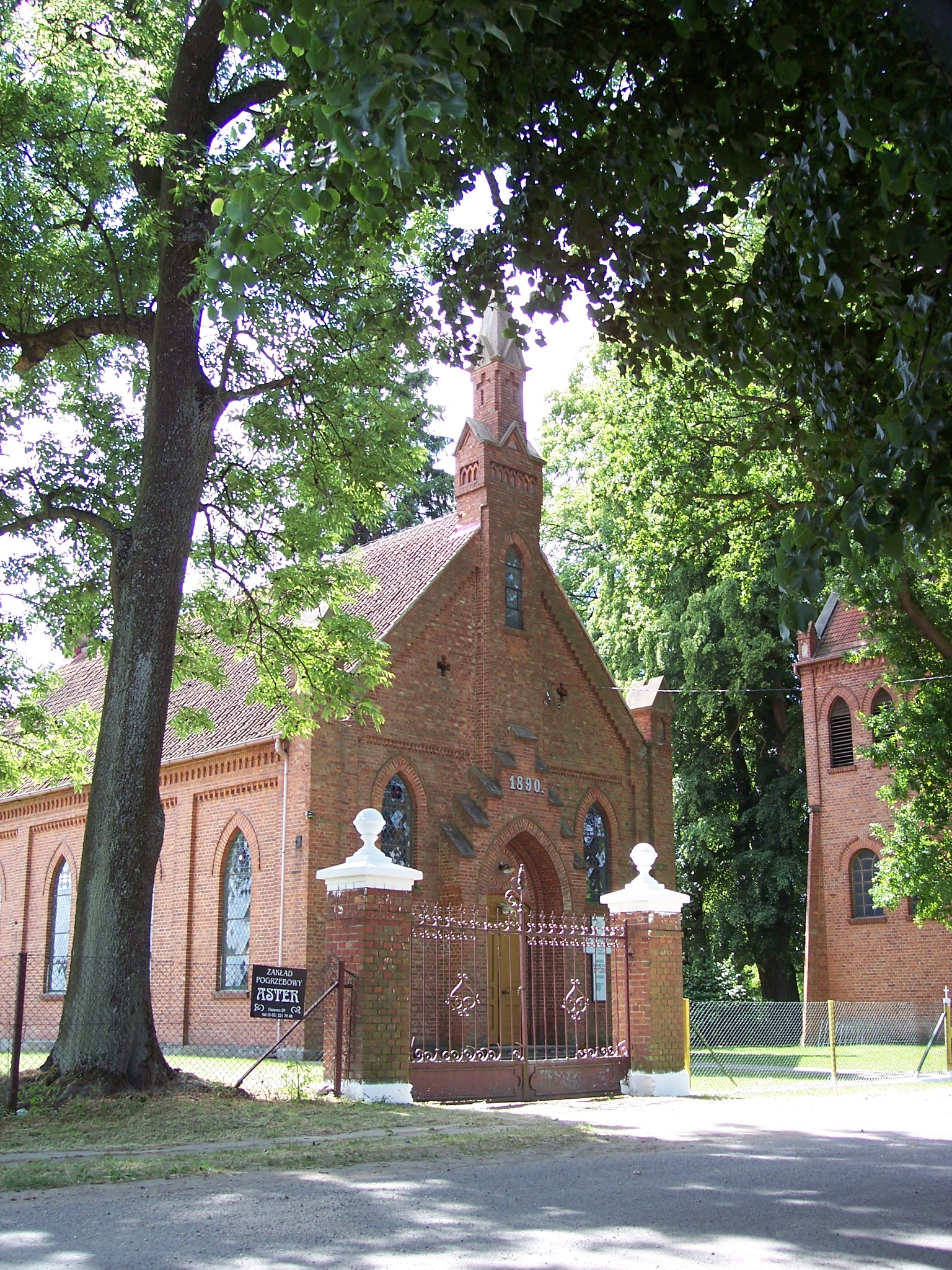
Ehemals mennonitische Kirche von 1890 (2008)

## Geschichte
Das Dorf wurde im 14. Jahrhundert gegründet (um 1312–1314). Der ursprüngliche Name „Rosengart“ oder „Rosengarten“ ist vermutlich eine Ableitung des Namens „Roßgarten“.
Im 16. Jahrhundert ließen sich mennonitische Siedler, die aus den Niederlanden in diese Region kamen, auch in Rosengart nieder.
Die mennonitische Gemeinschaft von Rosengart gehörte zur Gemeinde Thiensdorf-Pr. Rosengart; mennonitische Gotteshäuser gab es in Markushof (heute: Markusy) und Thiensdorf (heute: Jezioro).
1890 wurde schließlich eine eigene mennonitische Kirche in Pr. Rosengart errichtet; die Kirche wurde während des Zweiten Weltkrieges verwüstet. Sie wird heute als jetzt katholisches Gotteshaus genutzt.
Von 1920 bis 1945 gehörte das Dorf zu Ostpreußen, nach dem Zweiten Weltkrieg kam der Ort zu Polen.

## Bevölkerungszahlen
1773 wohnten in Pr. Rosengart 299 Menschen in 59 Familien.
1939 betrug die Einwohnerzahl 384 (davon 217 Evangelische, 108 Katholische, 59 Sonstige – fast ausnahmslos Mennoniten).
Heute (Stand 2010) leben in Rozgart rund 150 Menschen.